# Корнеев, Алексей Андреевич
Алексей Андреевич Корнеев (20 августа 1931, Пушкари Михайловского района Рязанской области — 25 июля 2001) — советский и российский поэт. С 1975 года — член союза писателей СССР

## Биография
Родился в крестьянской семье. Учился в Саратовском военном училище. К этому времени относятся первые стихотворные публикации. Из-за болезни училище пришлось оставить. Сменил несколько профессий: поднимал целину, был трактористом, кочегаром, библиотекарем, играл в Саратовском театре.
В 1955 году вернулся в Рязань. В 1963 году вышла первая книга стихов «Солнце в росе». В 1967 году окончил Литературный институт имени Горького. Автор 10 поэтических книг.

## Сочинения
- Солнце в росе: Стихи. — Рязань, 1963;
- Марьин корабль: Стихи. — М.: Московский рабочий, 1968;
- Тихая глубина: Стихи. — М.: Московский рабочий, 1973;
- Тревожная красота: Стихи. — М.: Современник, 1974;
- Скатерть России: Стихи. — М.: Московский рабочий, 1984;
- Материнский рассвет: Избранное. — Рязань: Узорочье, 1993;
- Больной жемчуг: Стихи, поэмы, сказки. — Михайлов, 1994;
- Журавлиная дева: Стихи и поэмы. — Рязань: Узорочье, 1995;
- Цветы проклятия: Стихотворения и поэмы. — Рязань: Узорочье, 1995;
- Сказ о доброй надежде: Стихотворения и поэмы. — Рязань: Узорочье, 1996;
- Цикл стихов// Над Окой звенит гармонь. — Рязань, 1962;
- Цикл стихов// У истоков великих рек. — М., 1966;
- Цикл стихов// Синеокая Рязань. — М., 1978;
- Сухари// Голубая Мещера. — М., 1988;
- Цикл стихов// Рязанское узорочье. — 1991. — № 3.